# Tennis la malice
 (août 2022).
Si vous disposez d'ouvrages ou d'articles de référence ou si vous connaissez des sites web de qualité traitant du thème abordé ici, merci de compléter l'article en donnant les références utiles à sa vérifiabilité et en les liant à la section « Notes et références ».
Tennis la malice (France) ou Tennis la petite peste (Québec) (Tennis the Menace) est le 12e épisode de la saison 12 de la série télévisée d'animation Les Simpson. Cet épisode a été animé et coloré par ordinateur.

## Synopsis
Les Simpson construisent un court de tennis dans leur jardin. Tous les habitants de Springfield viennent affronter le duo Marge-Homer mais ce dernier passe son temps à faire le pitre au lieu de jouer et le couple enchaîne les défaites.
Marge, frustrée d'être devenue le souffre-douleur de tout le monde avec Homer, décide de s'inscrire à un tournoi mais finalement Bart prend la place de son père. Pour se venger Homer fait équipe avec Lisa.

## Guest Star
- Venus Williams
- Serena Williams
- Pete Sampras
- Andre Agassi